# Lago Zootzen
El lago Zootzen (en alemán: Zootzensee) es un lago situado al norte de la ciudad de Berlín, en el distrito rural de Prignitz Oriental-Ruppin —junto a la frontera con el estado de Mecklemburgo-Pomerania Occidental—, en el estado de Brandeburgo (Alemania); tiene un área de 167 hectáreas y una profundidad máxima de 21 metros.
Este es uno de los lagos que forman parte del sistema de lagos Rheinsberg.